# Habsburg Rudolf (1919–2010)
Habsburg Rudolf Syringus Peter Karl Franz Joseph Robert Otto Antonius Maria Pius Benedikt Ignatius Laurentius Justiniani (Prangins, 1919. szeptember 5. ─ Brüsszel, 2010. május 15.) osztrák főherceg, magyar és cseh királyi herceg, IV. Károly, az utolsó Habsburg uralkodó fia.

## Élete
IV. Károly és Bourbon-parmai Zita királyné hatodik gyermekeként született a svájci Pranginsban, ahol a császári család akkor száműzetésben élt. Apját hároméves korában veszítette el. Családjával Portugáliában, Belgiumban, Svájcban és Kanadában élt, ahol a Laval Egyetemen tanult. Harcolt a II. világháborúban a nácik ellen. A háború után a pénzügyi szektorban dolgozott a Wall Streeten, kávéültetvényt vezetett Belga Kongóban, majd bankigazgató volt Belgiumban.
A főherceget száműzetése alatt egy alkalommal, 1989-ben beengedték Ausztriába, hogy édesanyját eltemethesse. 
2010-ben, 90 éves korában halt meg Brüsszelben. 

### Házassága

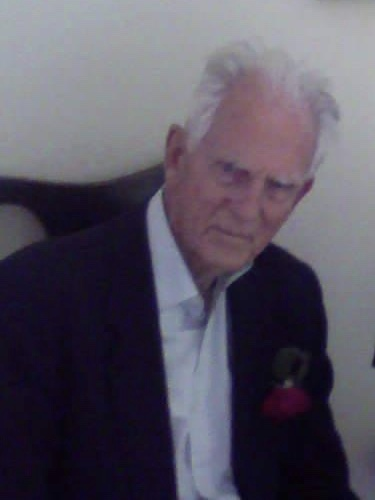
Az idős főherceg 2008-ban

Rudolf főherceg 1953. június 22-én házasodott össze Xenia Czernichev-Besobrasov grófnővel (Kszenyija Szergejevna Csernisova-Bezobrazova). Egy lányuk és három fiuk született. 1968-ban a házaspár autóbalesetet szenvedett, mindketten súlyosan megsérültek, az asszony nem is élte túl. 
Másodszor 1971. október 15-én nősült meg Anna Gabriele von Wredével. A házasságból egy lányuk született.